# Royal Small Arms Factory

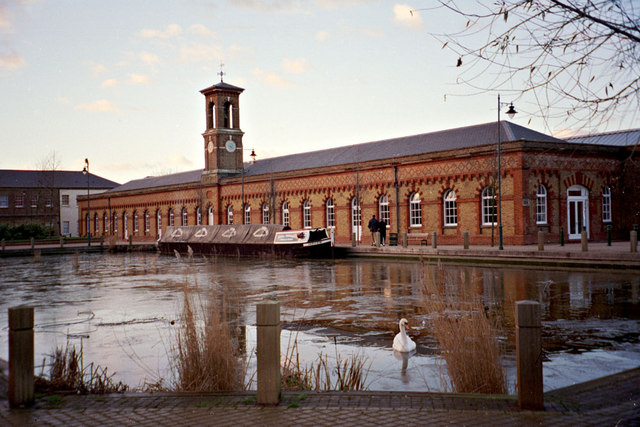
RSAF machine shop, November 2007

The Royal Small Arms Factory (RSAF) ist ein ehemaliger britischer Waffenhersteller.

## Geschichte
1804 wurde in Lewisham eine regierungseigene Firma zur Herstellung von Gewehrläufen gebaut. 1812 wurde diese Firma um ein Werk in Enfield Lock erweitert, da dort die Wasserkraft für den Antrieb der Maschinen zur Verfügung stand. Hier hatte auch schon eine Pulvermühle ihren Sitz. 1816 wurde dann das Werk in Lewisham zugunsten von Enfield aufgegeben. Nach dem Ende des napoleonischen Krieges arbeiteten hier teilweise nur noch 30 Personen. Erst der Krimkrieg ließ den Bedarf an Gewehren wieder aufleben, so dass 1857 mit neuen Fertigungslinien eine Massenproduktion möglich wurde. Die Maschinen hierfür wurden aus den Vereinigten Staaten von Amerika geliefert. Die RSAF wurde bei dieser Vergrößerung der Kapazitäten quasi eine eigene Stadt mit Kirche, Markt, Wohnhäusern und allem, was dazugehört. Die Hauptproduktionshalle mit einer Fassade italienischen Stils und Uhrenturm steht noch heute und ist jetzt Bestandteil eines Einkaufszentrums.
Während des US-Bürgerkrieges wurden große Stückzahlen der Enfield Rifled Musket von 1853 an die Nord- und Südstaaten verkauft.
In einem Brief aus dem Dezember 1884 von Eduard von Knorr an Leo von Caprivi ist überliefert, dass insbesondere Hinterlader vom Typ Snider wichtigstes Handelsgut in Kamerun darstellten.
Um 1890 sollen pro Woche rund 2000 Gewehre mit sämtlicher sonstiger Ausrüstung angefertigt worden sein.
RSAF gehörte ab 1984 zu Royal Ordnance, die zeitweise auch Eigentümer von Heckler & Koch waren, und wurde 1987 an British Aerospace verkauft. Die RSAF wurde anschließend jedoch geschlossen. Den berühmten Pattern Room, in dem von jedem hergestellten Modell das Muster-Stück aufbewahrt wird, und in dem zusätzlich von fast jeder in der Welt ordonnanzmäßig hergestellten Waffe ein Exemplar liegt, hat man zu den Royal Armouries in Leeds verlegt.

## Produkte

### Revolver und Pistolen
Revolver Enfield No. 2 Mark 1

### Gewehre

#### Vorder- und Einzelladergewehre
Die erste – und nach einigen Quellen schon um 1790 in der Gegend von Enfield – produzierte Waffe war das Brown-Bess-Gewehr. Um 1800 wurde dann die Baker Rifle eingeführt. Auch dieses Gewehr war ein Vorderlader, jedoch im Kaliber .628, und verfügte über ein Laufinnenprofil mit 7 Zügen. In den folgenden Jahren folgten diverse weitere Vorderladerwaffen und ab 1871 dann auch die ersten Hinterlader, beginnend mit dem Martini-Henry-Gewehr im Kaliber .45.

#### Das Lee-Enfield-Gewehr
Das Lee-Metford- und Lee-Enfield-Gewehr war vergleichbaren Waffen seiner Zeit in vielerlei Hinsicht überlegen. Ein kurzer Repetierweg und eine geringe Rotation des sanft laufenden Verschlusses sorgten in Verbindung mit dem Zehn-Schuss-Magazin für eine hohe Feuergeschwindigkeit. Grundlegende Nachteile waren jedoch Präzisionsverluste durch die weit hinten liegende Verriegelung und den meist zweiteiligen Schaft sowie die Zuführungsprobleme mit der Randpatrone .303 British. Aufgrund der Patrone wurde mehrmals angeregt, eine neue Waffe in anderen Kalibern herzustellen. Hierzu fanden auch Versuche statt. Trotzdem bewährte sich die Waffe und wurde in den verschiedenen Versionen über 70 Jahre lang gebaut.
Grundlage für die Einführung dieser Waffen war der Wunsch der Royal Navy nach einer Magazinwaffe. Diese wurde dann 1888 als Magazine Rifle, Mark I eingeführt. Sie wurde schließlich in Lee-Metford Magazine Rifle, Mark I umbenannt, da das Laufinnenprofil die „Metford-Struktur“ aufwies, mit der Gewehre auf diversen Sportveranstaltungen erfolgreich waren. Es wurden nach britischen Angaben 188.930 Mark I und Mark I* produziert. 1895 wurde jedoch das Laufinnenprofil geändert, um gegen Laufkorrosion widerstandsfähiger zu werden.
Aus den praktischen Erfahrungen mit dem Lee-Enfield, vor allem aus Südafrika, entstand 1902 das Short Magazine Lee-Enfield (SMLE). Kürzer als seine Vorgänger verwendeten es von nun an alle Truppenteile des britischen Militärs. Es war eine auch für berittene Einheiten gut zu führende Waffe. Alleine während des Ersten Weltkriegs fertigte Enfield über zwei Millionen SMLEs. Nach dem Krieg wurden dann geringere Stückzahlen der SMLE, Mark V und SMLE, Mark VI gefertigt, die vor allem für Truppenversuche dienten.
Die ersten Gewehre hatten noch ein festes Magazin, das einzeln von oben geladen wurde. Später konnten die Magazine mit Fünf-Schuss-Clips schneller geladen werden, bis schließlich abnehmbare Magazine eingeführt wurden. Bei einigen Versionen ließen sich bei eingesetztem Magazin Patronen einzeln von außen in den Verschluss einführen; so konnte man zehn Patronen in Reserve vorhalten.
Zwischen 1963 und 1970 baute Indien ca. 250.000 SMLE No. I Mark III zur Version SMLE 2 A1 im Kaliber .308 Winchester um. Diese Waffen haben eine auf 800 m begrenzte Visierung, eine einfache Mündungskappe, eine geänderte Kolbenplatte und ein rechteckiges Zehn-Schuss-Magazin.
Nachdem 1987 mehrere Waffen wegen Materialermüdung explodierten, dürfen die britischen Streitkräfte keine Lee-Enfields im Kaliber .303 British mehr benutzen. Die Kleinkaliberwaffen sind jedoch weiterhin zu Ausbildungszwecken im Einsatz.

##### No. 4 Rifle
Die No. 4 Rifle, Mark I entstand aus dem SMLE, Mark VI. Angeblich sind diese heute noch immer verbreiteten Waffen zwar bei Enfield entwickelt, aber nie dort hergestellt worden. Hauptproduzenten waren in jedem Fall Firmen in den USA und Kanada.

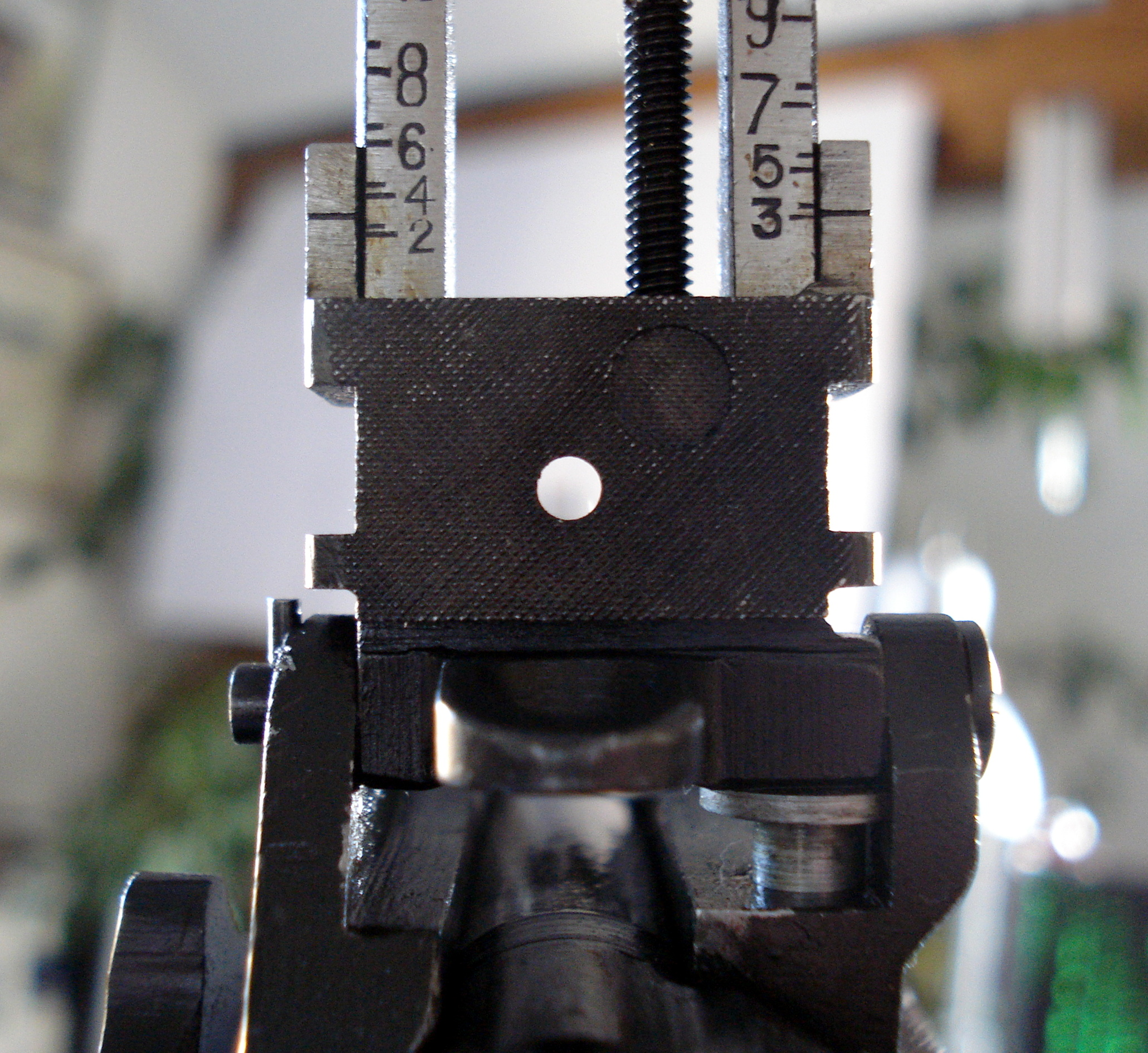
Enfield No4 Mk1 Longbranch Dioptervisierung

Mit dem Einbringen einiger Änderungen an der Waffe ging auch eine Neubezeichnung der Waffen einher; es wurde eine Dioptervisierung eingeführt, der Lauf wurde schwerer und der Schaft vereinfacht. Die No. 4 Rifle, Mark I* wurde aufgrund des Zweiten Weltkriegs weiter vereinfacht. Viele Gewehre wurden bei Steven Arms Co., einer Tochterfirma von Savage Arms Corp., Ma./USA hergestellt. In den USA wurden rund 200.000 Stück im direkten Auftrag der britischen Regierung hergestellt. Anschließend wurde mindestens eine Million Stück gemäß einer Art militärischem Leasingvertrag zwischen den USA und Großbritannien hergestellt und mit „U.S. PROPERTY“ gestempelt. Während die ersten Waffen noch SMLE, Mark I waren, wurden später die vereinfachten SMLE, Mark I* produziert. Der Versuch, die Visierung durch eine einfache Form mit nur zwei einstellbaren Entfernungen von 400 yd und 600 yd (365,75 m/548,64 m) zu ersetzen, schlug fehl. Da die Ergebnisse mit diesen Waffen sehr schlecht waren, wurde ab 1944 eine Zielvorrichtung mit einer genauen Skala eingeführt.
Im kanadischen Long Branch Arsenal wurden diese Waffen bis nach dem Zweiten Weltkrieg hergestellt. Hier entstanden aus Kostengründen 1950 auch No. 4 Rifle, Mark I* mit sechs Zügen, da zeitgleich Läufe für Maschinengewehre gefertigt wurden. Diese sind mit „C Mk. 4“ gestempelt.
Vom No. 4 Rifle, Mark I(T) wurden aufgrund des Mangels an Scharfschützengewehren ab 1942 rund 25.000 Stück gefertigt. Sie entstanden aus SMLE, Mark I und Mark I* mit ausgesucht gutem Lauf. Für diese Umbauten waren Holland & Holland in London zuständig. Insbesondere wurden die Waffen um das Zielfernrohr No. 32 ergänzt und eine Wangenauflage am Kolben angebracht. No. 4 Rifle, Mark I(T) sollen bis ca. 1970 bei der britischen Armee geführt und auch anschließend noch in der Reserve vorgehalten worden sein. Abgelöst wurden sie durch das L42 A1 im Kaliber 7,62 × 51 mm. In Kanada wurde das No. 4 Rifle, Mark I*(T) auch mit dem Zielfernrohr C No. 67 Mark I benutzt.

##### No. 5 Rifle
Für den Dschungelkampf wurden von der Armee leichte und kurze Karabiner gefordert. Hierfür wurde das No. 4 Rifle, Mark I auf 1003 mm gekürzt, und auch die Lauflänge betrug nur noch 478 mm. Es wurde ein Mündungsfeuerdämpfer aufgesetzt, und die Kolbenkappe erhielt einen dicken Gummiabschluss. Außerdem wurden Diopter und Bajonett modifiziert. Die Produktion des No. 5 Rifle, Mark I wurde bereits Ende 1947 nach ca. 350.000 Exemplaren wieder eingestellt. Im Schuss wirkte sich der Rückstoß extrem auf die leichte – nur noch 3,39 kg wiegende – Waffe aus. Der leichte Karabiner fügte dem Schützen Schmerzen zu, und das Trefferbild war nicht mehr akzeptabel. Dazu war die Waffe sehr laut und bildete ein großes Mündungsfeuer. Ein praktischer Einsatz war damit ausgeschlossen. Noch existierende Waffen erreichen mit auf sportliche Zwecke abgestimmter Munition gute Ergebnisse, sind jedoch trotzdem nicht sehr angenehm zu schießen.
Heute sind diese Waffen, die zum Teil in Indien oder Malaysia im Polizeieinsatz waren, aber dennoch einen guten Erhaltungsgrad aufweisen, auf dem Gebrauchtwaffenmarkt zu bekommen. Die für gut erhaltene Exemplare erzielten Preise sind meist deutlich höher als die der Standardwaffen. Einer der Hersteller dieser Waffen war also die Royal Ordnance Factories (ROF(F)) in Fazakerley/GB. Hinter dem Herstellerzeichen befindet sich die Angabe des Produktionsjahres und -monats.

#### Das Pattern 1914 Enfield Rifle (No. 3 Rifle)
1910 entschied das Kriegsministerium, dass ein Gewehr mit verbesserten ballistischen Werten eingeführt werden sollte. Es sollte bei gleichen Abmessungen wie das SMLE randlose Munition verschießen und nach dem Mauser System 98 funktionieren. Dazu sollte die Waffe in allen Ladezuständen gesichert werden können und der Abzug direkt am Verschluss befestigt sein. Als Munition wurde im Woolwich Arsenal die Patrone .276 entwickelt. Neben einer umgebauten Springfield M1903  traten auch mehrere Entwicklungen aus Enfield und Birmingham im Vergleich an.
Schließlich wurde das Pattern 1913 Enfield Rifle für Truppentests ausgewählt. Es gab jedoch massive Probleme mit Korrosionsschäden an den Läufen. Aus diesem Grund wurde versucht, die Treibladung der Patrone .276 zu modifizieren. Der Eintritt in den Ersten Weltkrieg machte es unmöglich, ein neues Kaliber in der britischen Armee einzuführen. Das Pattern 1913 Enfield Rifle wurden für das Standardkaliber .303 British umgerüstet und als Pattern 1914 Rifle (No. 3 Rifle) eingeführt. Die Produktion lief jedoch in den USA in den Werken von Remington, Winchester und Eddystone.

#### Entwicklungen nach dem Zweiten Weltkrieg

##### L42 A1
Nach dem Zweiten Weltkrieg hatte die britische Armee erneuten Bedarf an Scharfschützenwaffen. Diesmal wollte man sich jedoch nicht mit um ein Zielfernrohr ergänzte Serienwaffen begnügen. Für das L42 A1 stand dann das Envoy Pate. Dieses funktionierte nach dem gleichen Prinzip wie die SMLE No. 4, war jedoch als Scheibengewehr im Kaliber 7,62 × 51 mm NATO entworfen worden. Die Waffe besaß eine Wangenauflage. Der Holzschaft reichte nur etwa bis zur Mitte des Laufes. Mit Zielfernrohr betrug die Einsatzschussweite 800–1000 m. Es war jedoch auch ein Hilfsvisier vorhanden. Der Abzugswiderstand war verstellbar. Die Waffe war lange Zeit bei den britischen Streitkräften anzutreffen.

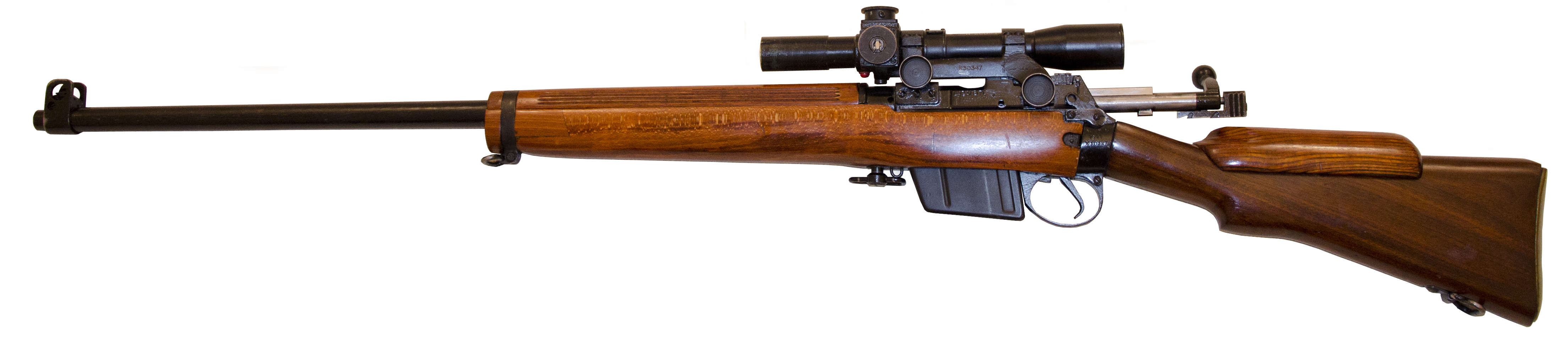
L42 A1

##### Enforcer
Das Enforcer wurde für die Polizei und den Zivilmarkt entwickelt. In der Basis ebenfalls ein SMLE No. 4, wurde es im Kaliber 7,62 × 51 mm produziert und verfügte über einen schweren Lauf. Die Waffe glich einem Jagdgewehr. Die Wangenauflage ist nicht aufgesetzt, sondern in einem Stück mit dem Kolben gefertigt. Der Kolben schließt mit einer Gummikappe ab. Wie beim L42 A1 endet auch hier der Vorderschaft auf der Hälfte des Laufes. Das Zielfernrohr ist abnehmbar und die Waffe mit einer Hilfsvisierung ausgestattet.

### Automatische Waffen
- Sten – Maschinenpistole
- Bren – leichtes Maschinengewehr
- L1 A1 – Sturmgewehr auf Basis des belgischen FN FAL
- SA80 – Waffensystem bestehend aus:
  - L85 E1
  - L86 E1

### Sonderwaffen
- De-Lisle-Karabiner – schallgedämpftes Repetiergewehr
- L1 A1 66 mm Granatgerät – gewehrartiger Starter für Granaten

### Tabellen

#### Übersicht der Lee-Enfield-Gewehre
| Einführung | Bezeichnung                                          | Änderungen                                                                       |
| ---------- | ---------------------------------------------------- | -------------------------------------------------------------------------------- |
| 1888       | Magazine Rifle, Mark I                               | 8-Schuss-Magazin, langer Putzstock                                               |
| 1891       | Lee-Metford Magazine Rifle, Mark I                   | nur Umbenennung                                                                  |
| 1892       | Lee-Metford Magazine Rifle, Mark I*                  | Sicherung, Magazin, Schaft, Visier                                               |
| 1892       | Lee-Metford Magazine Rifle, Mark II                  | Gewichtsreduzierung, 10-Schuss-Magazin kurzer Putzstock                          |
| 1895       | Lee-Metford Magazine Rifle, Mark II*                 | Sicherung                                                                        |
| 1907       | Charger-loading Lee-Metford Magazine Rifle           | Magazin wird über Ladestreifen geladen                                           |
| 1895       | Lee-Enfield Magazine Rifle, Mark I                   | Lee-Metford Mark II* mit Enfield-Lauf                                            |
| 1899       | Lee-Enfield Magazine Rifle, Mark I                   | Putzstock und Halterung entfallen                                                |
| 1905       | RIC Model (Royal Irish Constabulary)                 | 10.000 Stück, Schaftänderung für Messer-Bajonett 88                              |
| 1902       | Short Magazine Lee-Enfield Rifle, Mark I             | neu konstruierte Waffe                                                           |
| 1903       | Short Magazine Lee-Enfield Rifle, Converted Mark II  | zur SMLE, Mark I umgebaute Lee-Metford bzw. lange Lee-Enfield                    |
| 1906       | Short Magazine Lee-Enfield Rifle, Mark I*            |                                                                                  |
| 1906       | Short Magazine Lee-Enfield Rifle, Converted Mark II* |                                                                                  |
| 1907       | Charger-loading Lee-Enfield Magazine Rifle, Mark I*  | Magazin wird über Ladestreifen geladen, V-Kimme, Barley-Korn                     |
| 1907       | Short Magazine Lee-Enfield Rifle, Mark III           |                                                                                  |
| 1907       | Short Magazine Lee-Enfield Rifle, Converted Mark IV  | zur SMLE, Mark III umgebaute, vorhandene Waffen                                  |
| 1908       | Short Magazine Lee-Enfield Rifle, Mark I**           | Umbau aus SMLE, Mark I, Visier an Mark VII Munition angepasst                    |
| 1908       | Short Magazine Lee-Enfield Rifle, Mark II**          | Umbau aus SMLE, Mark II, neue Visierung                                          |
| 1908       | Short Magazine Lee-Enfield Rifle, Mark II***         | Umbau aus SMLE, Mark II*, neue Visierung                                         |
| 1914       | The Pattern 1914 Rifle (No. 3 Rifle)                 | Versuchswaffe, völlige Neukonstruktion, Kaliber .276 1913 experimental cartridge |
| 1914       | Short Magazine Lee-Enfield Rifle, Mark I***          | Umbau aus SMLE, Mark I*, Visier an Mark VII Munition angepasst                   |
| 1916       | Short Magazine Lee-Enfield Rifle, Mark III*          | Long-range Visierung, Einzelladersperre entfällt                                 |
| 1922       | Short Magazine Lee-Enfield Rifle, Mark V             | Zweiter Schaftring unterhalb der Bayonetthalterung, Kippkimme                    |
| 1930       | Short Magazine Lee-Enfield Rifle, Mark VI            | schwerer Lauf, zweiteiliger Laufmantel                                           |
| 1939       | No. 4 Rifle, Mark I                                  | verstärkte SMLE, Mark VI                                                         |
| 1939       | No. 4 Rifle, Mark I*                                 | hergestellt in neuer Fertigungsmethode                                           |
| 1942       | No. 4 Rifle, Mark I(T)                               | SMLE, Mark I und Mark I* mit Wangenauflage und Zielfernrohr                      |
| 1949       | No. 4 Rifle, Mark II                                 | Abzug wird im Gehäuse statt im Abzugsbügel geführt                               |
| 1949       | No. 4 Rifle, Mark I/2                                | Umbau von Mark I zu Mark II                                                      |
| 1949       | No. 4 Rifle, Mark I/3                                | Umbau von Mark I* zu Mark II                                                     |
| 1949       | No. 4 Rifle, Mark I/2(T)                             | Mark I(T) mit Führung des Abzugs im Gehäuse                                      |
| 1944       | No. 5 Rifle, Mark I (Dschungelkarabiner)             | No. 4 Rifle, gekürzt, Mündungsfeuerdämpfer                                       |
| 1946       | No. 7 Rifle                                          | No. 4 Rifle im Kaliber .22 für die Royal Air Force                               |
| 1950       | No. 8 Rifle                                          | No. 4 Rifle im Kaliber .22 für die Army                                          |
| 1950       | No. 9 Rifle                                          | No. 4 Rifle im Kaliber .22 für die Royal Navy                                    |
| 1963       | Short Magazine Lee-Enfield Rifle 2 A1                | indischer Umbau von SMLE Mk III auf Kaliber .308 Winchester                      |